# Langnau am Albis
Langnau am Albis est une commune suisse du canton de Zurich, située dans le district de Horgen.

Photo aérienne prise à 1000 m par Walter Mittelholzer (1919).

## Monuments
- Le Château.